# Travelogue (álbum de Kashmir)
Travelogue es el álbum debut de la banda de rock danesa Kashmir. Fue publicado en 1994.

## Lista de canciones
1. "The Story of Jamie Fame Flame" – 3:23[1]
2. "Art of Me" – 4:48
3. "Rose" – 5:01
4. "Leather Crane" – 5:30
5. "Don't Look Back It's Probably Hypochondriac Jack Having a Heart Attack" – 3:36
6. "Youth" – 4:14
7. "Little Old Birdy Funk Thing" – 4:49
8. "Yellow" – 3:38
9. "Christians Dive" – 4:08
10. "Vicious Passion" – 4:15